# 蓥华镇
蓥华镇，是中国四川省什邡市下属的一个镇。
蓥华镇面积74.14平方公里，下辖有7个行政村和1个社区居委会，总人口14652人。蓥华镇位于什邡北部，东接绵竹市，西、北接彭州市和茂县，南与洛水镇相接。
2019年12月，撤销冰川镇和红白镇，将其所属行政区域划归蓥华镇管辖。

## 行政区划
现辖：
场镇社区、高桥村、仁和村、天宝村、竹溪村、瓦窑村、石门村和雪门寺村。

## 特产
红白豆腐干：中国地理标志产品。